# Comuna Căpâlna, Bihor
Căpâlna (în maghiară: Feketekápolna) este o comună în județul Bihor, Crișana, România, formată din satele Căpâlna (reședința), Ginta, Rohani, Săldăbagiu Mic și Suplacu de Tinca.

## Demografie
Componența etnică a comunei Căpâlna
     Români (69,19%)
     Maghiari (14,04%)
     Alte etnii (4,68%)
     Necunoscută (12,09%)
Componența confesională a comunei Căpâlna
     Ortodocși (64,2%)
     Reformați (10,53%)
     Penticostali (6,55%)
     Romano-catolici (2,65%)
     Baptiști (1,79%)
     Alte religii (1,95%)
     Necunoscută (12,32%)
Conform recensământului efectuat în 2021, populația comunei Căpâlna se ridică la 1.282 de locuitori, în scădere față de recensământul anterior din 2011, când fuseseră înregistrați 1.663 de locuitori. Majoritatea locuitorilor sunt români (69,19%), cu o minoritate de maghiari (14,04%), iar pentru 12,09% nu se cunoaște apartenența etnică. Din punct de vedere confesional, majoritatea locuitorilor sunt ortodocși (64,2%), cu minorități de reformați (10,53%), penticostali (6,55%), romano-catolici (2,65%) și baptiști (1,79%), iar pentru 12,32% nu se cunoaște apartenența confesională.

## Politică și administrație
Comuna Căpâlna este administrată de un primar și un consiliu local compus din 9 consilieri. Primarul, Răzvan Birău[*], de la Partidul Național Liberal, este în funcție din 1 noiembrie 2024. Începând cu alegerile locale din 2024, consiliul local are următoarea componență pe partide politice:
|  | Partid                                 | Consilieri | Componența Consiliului | Componența Consiliului | Componența Consiliului | Componența Consiliului |
|  | -------------------------------------- | ---------- | ---------------------- | ---------------------- | ---------------------- | ---------------------- |
|  | Partidul Național Liberal              | 4          |                        |                        |                        |                        |
|  | Partidul Social Democrat               | 3          |                        |                        |                        |                        |
|  | Uniunea Salvați România                | 1          |                        |                        |                        |                        |
|  | Uniunea Democrată Maghiară din România | 1          |                        |                        |                        |                        |

## Atracții turistice
- Biserica de lemn din Căpâlna
- Biserica de lemn din Săldăbagiu Mic